# 抉择时刻 (演说)
《抉择时刻》，也称“演讲”，是1964年美国总统大选期间，罗纳德·里根代表共和党候选人巴里·戈德华特发表的一篇演讲。那次演讲使里根成为全国瞩目的人物。

## 背景
由于演讲稿经过了好几个星期的修改，现在有很多版本。然而，与人们普遍认为的相反，1964年在加州旧金山举行的共和党全国代表大会上，《抉择时刻》并不是作为总统候选人巴里·戈德华特参议员的提名演讲发表的。埃弗里特·德克森发表了提名演讲，理查德·尼克松在戈德华特发表获奖演讲之前介绍了他。里根虽然曾为戈德华特竞选，但直到1964年10月27日才开始使用《抉择时刻》，那是一个事先录制的电视节目《与命运会合》的一部分。（富兰克林·罗斯福1936年6月27日在1936年民主党全国代表大会上发表演讲时使用了这个项目的名称。）在他的自传《一个美国人的生活》中，里根回忆说，那天晚上上床睡觉时，“希望我没有让巴里失望。”
里根代表戈德华特强调，他相信小政府的重要性。在演讲中，他透露了自己的意识形态动机:“开国元勋们知道，政府不能在不控制人民的情况下控制经济。他们知道，当一个政府着手这样做时，它必须使用武力和胁迫来达到它的目的。所以我们到了做出选择的时候了。”他还说:“我们都被告知必须在左或右之间做出选择，但我认为根本就没有左或右这回事。只有向上或向下。要么向上直至人类古老的梦想——与法律和秩序相一致的最大个人自由，要么向下直至极权主义的蚂蚁堆。”这次演讲为戈德华特的竞选筹集了100万美元，被认为是开启里根政治生涯的一次活动。

## 效果
《抉择时刻》被认为是最终成为美国总统候选人的人所发表过的最有影响力的演讲之一。尽管如此，巴里·戈德华特还是以历史上最大之一的差距输掉了选举。不久之后，里根被邀请竞选加州州长。1966年，他参加了竞选并赢得了选举。里根后来因其有效的演讲技巧而被称为“伟大的沟通者”。

## 延伸阅读
- Bimes, Terri. "Ronald Reagan and the New Conservative Populism." (Institute of Governmental Studies, 2002). online （页面存档备份，存于）
- Friedenberg, Robert V. . Greenwood. 2002: 143ff. ISBN 9780275967857.
- Kiewe, Amos, Davis W. Houck, and Davis L. Houck. A shining city on a hill: Ronald Reagan's economic rhetoric, 1951–1989 (Greenwood, 1991)
- Mann, Robert. Becoming Ronald Reagan: The Rise of a Conservative Icon. Potomac, 2019
- Perlstein, Rick. . Nation Books. 2009: 509ff.
- Ritter, Kurt W. "Ronald Reagan and 'the speech': The rhetoric of public relations politics." Western Journal of Communication (1968) 32#1 pp. 50–58